# Де Кемпенар, Якобус
Якоб Маттеус де Кемпенар (нидерл. Jacobus Mattheüs de Kempenaer; род. 6 июля 1793, Амстердам — 12 февраля 1870, Арнем) — нидерландский государственный деятель и юрист, премьер-министр Нидерландов (1848—1949). Член палаты Палаты представителей Нидерландов, член совета по торговле Арнема.

## Биография
Родился в семье торговца Питера де Кемпенара и Сюзанны Веверинг. Изучал право в Лейденском университете, 13 мая 1816 года защитил диссертацию, позже работал юристом. Изначально считался либералом. В 1844 году, был среди девяти человек, предложивших внести поправки в Конституцию Нидерландов и в 1848 году, был назначен в Конституционную комиссию, возглавляемую министром внутренних дел Йоханом Рудольфом Торбеке. Осенью фактически стал премьер-министром Нидерландов, занялся пересмотром национальной конституции. Ушел в отставку в 1849 году и стал консервативным политиком, противостоящим политики Торбеке.

## Личная жизнь
19 августа 1812 года, в Харлеме, женился на Арнольдине Якобе Герлингс (1796–1871). В браке было три сына и три дочери.